# Таракташ (хребет, Судак)
Таракта́ш (крымскотат. Taraq Taş, Таракъ Таш, укр. Таракташ) — хребет севернее города Судака (Крым). Относится к системе Крымских гор.

## Описание
Название дано по виду хребта, который напоминает петушиный гребень, что было подмечено ещё путешественником Петром Палласом. Таракташ в переводе с крымскотатарского языка означает «каменный гребень».
Хребет представляет собой мощный скалистый гребень, простирающийся к северо-востоку от села Дачного в широтном направлении. Село Дачное до 21 августа 1945 года носило название по хребту — Таракташ, а ещё ранее Малый Таракташ.
Высочайшая точка хребта Таракташ называется Сары-Кая. У подножия хребта с юга находятся урочище Карт-Кышла и долина Айван — восточное ответвление Судакской долины.
В 2000 году в центральной части хребта Таракташа был найден денежно-вещевой клад середины V века.

## В культуре
Известно стихотворение «Судак» авторства Михаила Викторовича Помренинга (псевдоним Дионис), датированное 1929 годом и посвященное событиям гражданской войны в Крыму ноября 1920, но написанное в эстетике Серебряного века. «Холодный ветер с Перчема» — метафора революционных перемен. Большое количество его неопубликованных произведений сохранилось в архиве поэта Григория Петникова. Сейчас они находятся в Литературно-художественном музее Старого Крыма.
С Перчема задувает. Прорвало?
Морская даль, как пенистая чаша.
В тачанках — осень, шашки наголо,
И рубятся в садах у Таракташа.
И звёздная тропа уже узка
Над изумрудной лампой маяка.